# Энгонопулос, Никос
Ни́кос Энгоно́пулос (греч. Νίκος Εγγονόπουλος, 21 октября 1907 Афины — 31 октября 1985) — греческий художник и поэт. Один из основных представителей греческого поколения 30-х, а также ведущий представитель сюрреалистического направления в Греции.

## Биография
Никос Энгонопулос родился в 1907 году в Афинах, был вторым сыном в арнаутской семье Панайотиса и Энриэтты Энгопулос. С началом Первой мировой войны летом 1914 года семья была вынуждена переехать в Константинополь. В 1923 Никоса зачислили в лицей в Париже, где и учился в течение следующих четырех лет. После возвращения в Грецию, служил рядовым в 1-м пехотном полку. Позже работал переводчиком в банке и в качестве секретаря в Афинском университете. С 1930 года Энгонопулос работал дизайнером в Департаменте градостроительства Министерства общественных работ Греции.
В 1932 Никос Энгонопулос поступил в Афинскую школу изящных искусств, где учился под руководством Константиноса Партениса. Он также посещал занятия в художественной студии Фотиоса Контоглу. За это время он подружился с такими выдающимися художниками, как Яннис Царухис, Яннис Моралис, Джорджо де Кирико, с поэтом Андреасом Эмбирикосом.
Его первые картины, выполненные на бумаге темпера, изображающие старые дома, были представлены на выставке «Традиции современного греческого искусства», организованной в январе 1938 года. Вскоре после выставки он опубликовал переводы стихов румыно-французского поэта Тристана Тцара, которые были опубликованы в феврале. Несколько месяцев до этого вышла его собственная первая книга, а в следующем году — второй сборник. В целом Никос Энгонопулос считается одним из лучших поэтов-сюрреалистов Греции.
Его первая персональная выставка состоялась в 1939 году. За три года после неё он закончил свою популярную поэму «Боливар»; она написана на греческом языке и посвящёна революционному лидеру Симону Боливару и опубликована в 1944 году. Поэма также была выпущена в форме песни в 1968 году, положенная на музыку Никоса Мамангакиса. С 1945 года Энгонопулос преподавал в Афинском техническом университете.
Никос Энгонопулос умер от сердечного приступа в Афинах в 1985 году.